# Scherfhandgranaat

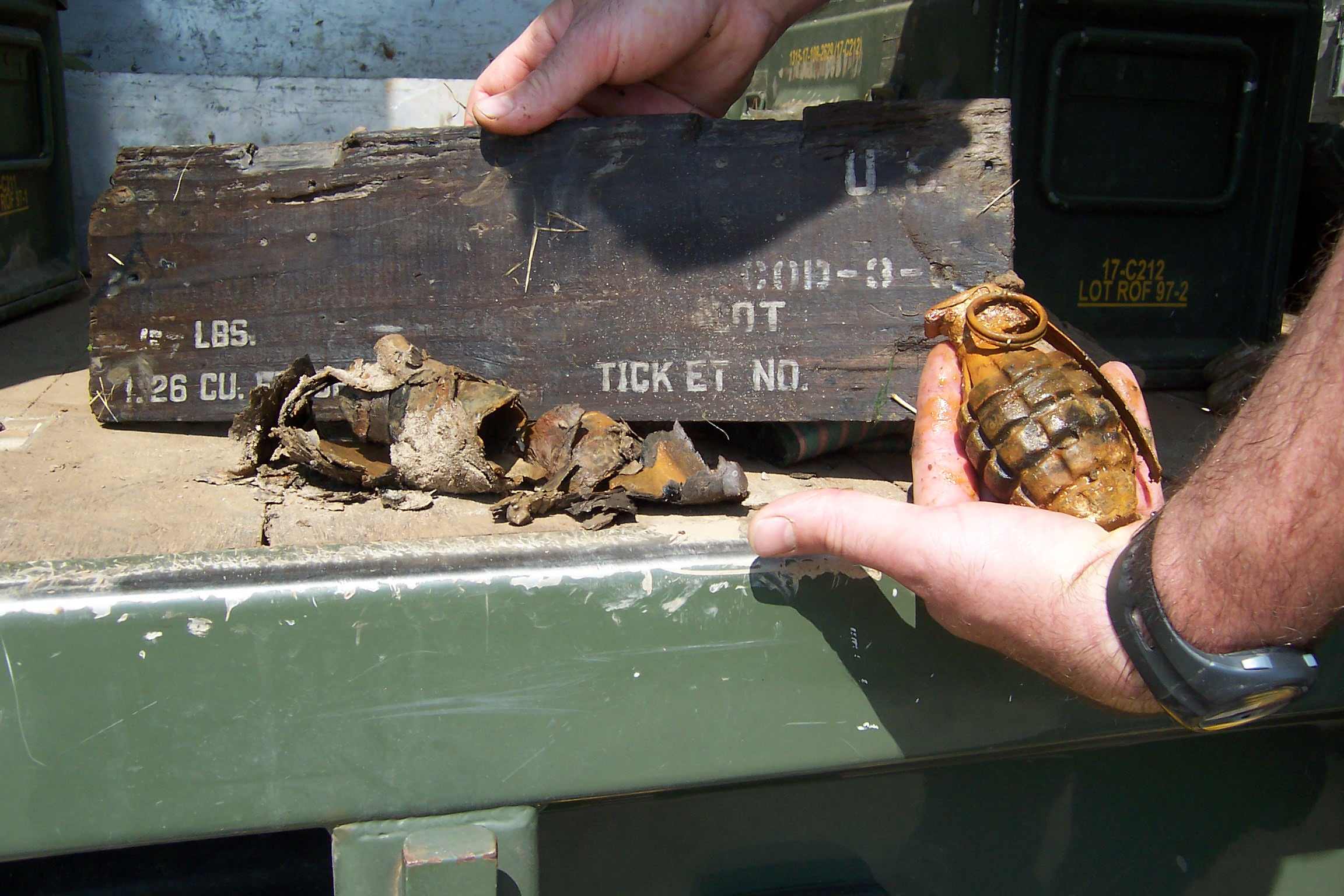
Een Mk2 handgranaat van Amerikaanse makelij gevonden in de oorspronkelijke verpakking in Opheusden in 2008

Scherfhandgranaten (Engels: Frag grenades) zijn handgranaten die voornamelijk worden gebruikt om schade toe te brengen aan voorwerpen en levende wezens. Rond het explosief in de granaat is meestal een metalen of rubberen huls aangebracht die kleine scherpe metalen deeltjes bevat. Bij ontploffing scheurt het omhulsel, door de drukgolf vliegen hierbij vele honderden scherpe metalen deeltjes in het rond, vergelijkbaar met kleine kogels. Het resultaat van de detonatie veroorzaakt zwaar tot dodelijk letsel.
Deze wapens waren zeer populair ten tijde van de Eerste en Tweede Wereldoorlog omdat ze massaal vijanden kunnen uitschakelen die zich binnen ongeveer zeven meter van de ontploffende granaat bevinden.
Moderne oorlogsvoering gebruikt tegenwoordig weinig scherfhandgranaten, om te voorkomen dat er slachtoffers vallen zonder onderscheid naar hun rol in het conflict. Zij werden vervangen door stungranaten, rookhandgranaten en dergelijke om vijanden tijdelijk onschadelijk te maken. Toch is dit soort granaten niet in onbruik geraakt. Ze  worden nog steeds gebruikt door rebellenlegers en soms zelfs nog door officiële staatslegers.